# Mary Church Terrell

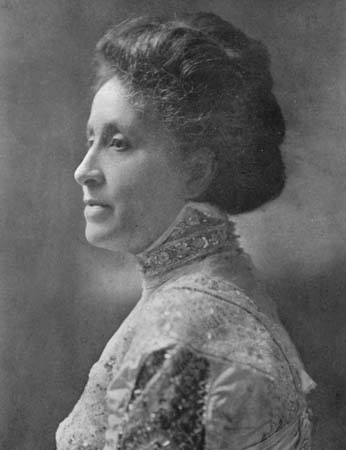
Mary Church Terrell (um 1919)

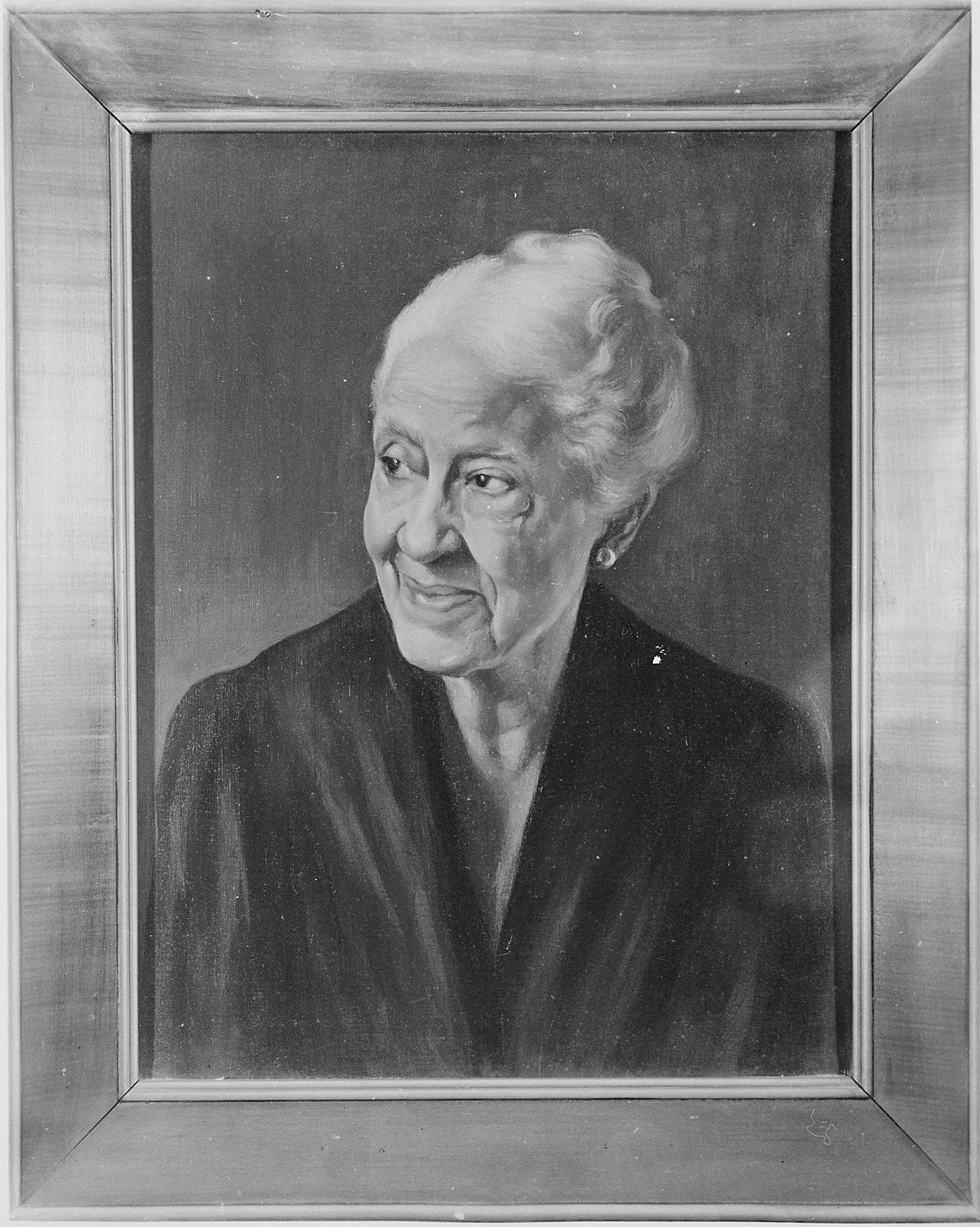
Mary Church Terrell, im Jahr 1946 gemalt von Betsy Graves Reyneau

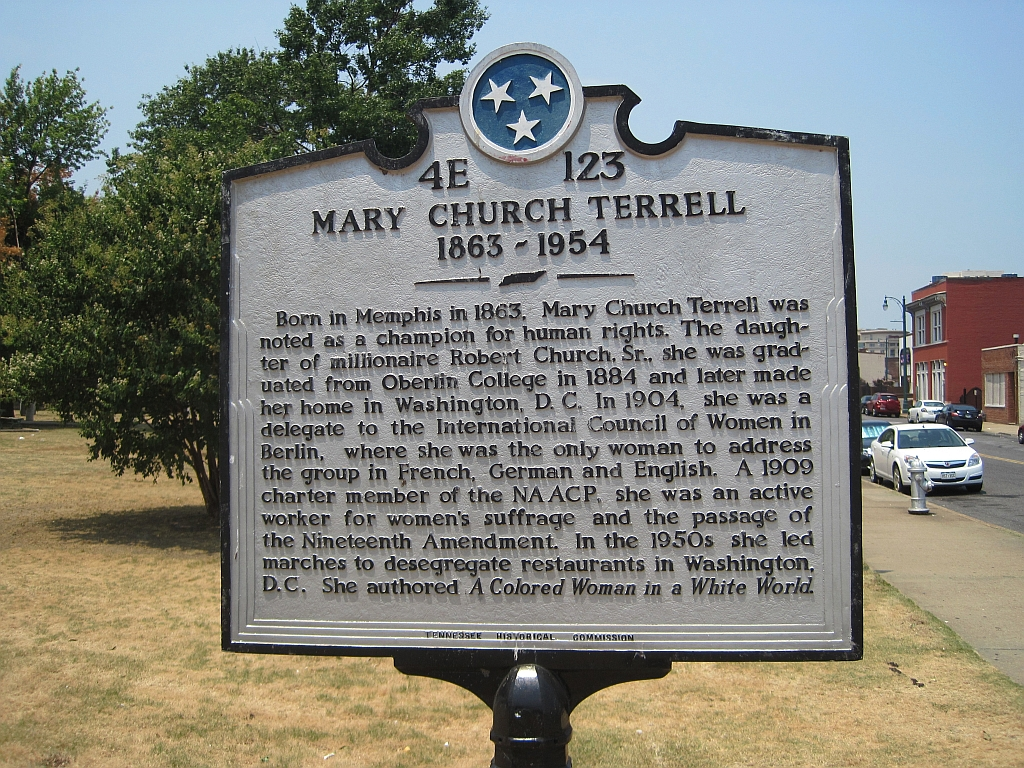
Gedenktafel im Robert Church Park in Memphis (Tennessee)

Mary Eliza Church Terrell, geboren als Mary Eliza Church (* 23. September 1863 in Memphis; † 24. Juli 1954 in Annapolis) war eine afro-amerikanische Sozialreformerin und Bürgerrechtlerin. Sie war Mitbegründerin von zwei Bürgerrechtsorganisationen und engagierte sich für das Frauenwahlrecht. Bis ins hohe Alter setzte sie sich aktiv für die Rechte und Gleichbehandlung der afroamerikanischen Bevölkerung und die Aufhebung der Rassentrennung in den Vereinigten Staaten ein.

## Leben und Wirken
Ihre Eltern waren freigelassene Sklaven. Der Vater, Robert Reed Church (1839–1912), war als Geschäftsmann sehr erfolgreich. Die Mutter, Louisa Ayres Church (1844–1911), besaß einen Frisiersalon. Die Eltern ließen sich scheiden, als Mary noch ein Kind war.
Finanziell sorgenfrei und überzeugt vom Wert der Bildung, absolvierte Mary Church als eine der ersten afro-amerikanischen Frauen das Oberlin College, wo sie 1884 den Bachelor- und 1888 den Master-Grad erwarb. Sie unterrichtete Sprachen an der Wilberforce University, zog danach nach Washington, D.C. und unterrichtete ab 1887 an der M Street Colored High School. Nach einem zweijährigen Europa-Aufenthalt heiratete sie 1891 den Rechtsanwalt Robert Heberton Terrell (1857–1925). Das Paar hatte eine gemeinsame Tochter und eine Adoptivtochter.
Anstoß zur politischen Betätigung war der Lynchmord an Thomas Moss (1892), den sie persönlich gekannt hatte. Mary Church Terrell engagierte sich nicht nur in Initiativen gegen Lynchmorde, sondern in der Folge zeitlebens für die Bildung und Gleichberechtigung der afroamerikanischen Bevölkerung und für Frauenrechte. Sie war 1896 Mitbegründerin der National Association of Colored Women (NACW) und von 1896 bis 1901 die erste Präsidentin dieser Organisation. Im Jahr 1904 nahm sie als einzige Delegierte afroamerikanischer Abstammung am Weltfrauenkongress in Berlin teil und hielt dort als einzige Teilnehmerin Ansprachen auf Deutsch, Französisch und Englisch. Gemeinsam mit anderen gründete sie 1909 die Bürgerrechtsorganisation National Association for the Advancement of Colored People (NAACP). Sie setzte sich aktiv für die Erlangung des Frauenwahlrechts ein, bis dieses im Jahr 1919 mit dem 19. Zusatzartikel zur Verfassung der Vereinigten Staaten beschlossen wurde.
Im Jahr 1940 veröffentlichte Church Terrell ihre Autobiografie unter dem Titel: A Colored Woman in a White World. Im Alter von ca. 83 Jahren wurde 1946 von der Malerin Betsy Graves Reyneau im Rahmen der Serie Portraits of outstanding Americans of Negro origin porträtiert. Das Ölgemälde ist heute Bestandteil der Sammlung der National Portrait Gallery in Washington.
Noch im hohen Alter von über 85 Jahren führte Mary Church Terrell Anfang der 1950er Jahre Protestmärsche gegen die Rassentrennung in Restaurants an. Sie starb im Sommer 1954 im Alter von 90 Jahren in Annapolis und fand auf dem Lincoln Memorial Cemetery in Suitland (Maryland) ihre letzte Ruhestätte.

## Ehrungen
- Ihr Porträtbild hängt in der National Portrait Gallery.
- Ihr ehemaliges Wohnhaus in Washington D.C. wurde als National Historic Landmark ausgewiesen.[3]
- Gedenktafel im Robert Church Park in Memphis (Tennessee).

## Veröffentlichungen
- A Colored Woman in a White World. Autobiografie. Humanity Books, 1940, ISBN 978-1-59102-322-7 (Neuauflage 2005).